# Křižanov (Žďár nad Sázavou-i járás)
Křižanov település Csehországban, a Žďár nad Sázavou-i járásban. Křižanov Dobrá Voda, Horní Libochová, Kadolec, Jívoví, Dolní Libochová, Kundratice, Sviny, Kozlov, Ořechov, Nová Ves és Heřmanov településekkel határos. Lakosainak száma 1802 fő (2024. január 1.).

## Népesség
A település lakosságának változását az alábbi diagram mutatja:
| Lakosok száma | 1705 | 1578 | 1472 | 1358 | 1637 | 1848 | 1857 | 1855 | 1846 | 1802 |
|               | 1869 | 1890 | 1921 | 1950 | 1980 | 2001 | 2017 | 2019 | 2022 | 2024 |